# Lo sconosciuto n. 89
Lo sconosciuto n. 89 (Unknown Man No. 89) è un romanzo noir dello scrittore statunitense Elmore Leonard, pubblicato negli Stati Uniti nel 1977.
È il terzo romanzo di Leonard che vede come protagonista il personaggio di Jack Ryan, preceduto da Swag (1976) e seguito da Stick (1983).

## Storia editoriale
Il romanzo è stato pubblicato in Italia, in una versione ridotta, nel 1979 nella collana Il Giallo Mondadori e successivamente ripubblicato nel 1992 per l'editore Interno Giallo.

## Trama
(Elmore Leonard, Lo sconosciuto n. 89)
Jack Ryan, con problemi di alcool, è un ufficiale giudiziario ed è il più bravo a Detroit a consegnare atti giudiziari e a rintracciare i più recalcitranti che tentano di nascondersi ai creditori o alle citazioni. Il collega Jay Walt, conoscendo la bravura di Ryan, gli cede un lavoro molto difficile: rintracciare per conto di un certo Mr. Perez uno sfuggente tizio di nome Robert Leary, detto "Bobby" che avrebbe ereditato, a sua insaputa, circa 150.000 dollari in azioni. Perez si occupa di rintracciare i possessori di quote azionarie da questi dimenticate richiedendo la metà del denaro in cambio delle informazioni utili per recuperare le somme. Spesso Perez riesce a impossessarsi di ben più della metà della somma, truffando in vari modi gli ignari azionisti. Ryan riesce a risalire a Bobby attraverso la moglie separata, Denise, alcolista allo sbando. Nella ricerca di Bobby è anche impegnato Virgil Royal, complice di questi in una rapina. Virgil è stato arrestato per quel furto e, da poco uscito di prigione, è convinto di essere stato tradito dal complice e che Bobby si sia impossessato di quello che crede, a torto, essere stato in ricco bottino. In effetti la rapina aveva fruttato solo 1700 dollari ma Virgil è convinto diversamente e pedina Denise aspettando che suo marito si faccia vivo.
Virgil trova Bobby e, conoscendo la sua ferocia e instabilità mentale, lo uccide prima che lui faccia lo stesso. Il corpo di Bobby viene portato in obitorio dalla polizia e, in attesa di essere identificato, viene classificato come "Sconosciuto n. 89". Indispettito per non essere riuscito a recuperare il bottino della rapina, Virgil, sapendo dell'interesse di Ryan nei confronti del suo ex complice, lo minaccia per avere parte dei soldi che, per legge, dovrebbero spettare alla vedova Denise. Ryan, che nel frattempo ha avviato una relazione sentimentale con Denise, iniziando con lei un percorso di disintossicazione dall'alcool, lo asseconda. Perez capisce che Ryan sta tramando con Denise per tenersi tutte le quote azionarie per sé e minaccia la donna con l'intenzione di farsi firmare una procura e incassare lui tutti i 150.000 dollari. Ryan e Denise non hanno modo di risalire alla società che aveva emeso le azioni di Leary e senza questa informazione non possono riscuotere l'eredità. Ryan promette a Virgil parte dei 150.000 dollari ma in cambio gli chiede di introdursi nella camera d'albergo di Mr. Perez e di rubare tutti i documenti in essa custoditi, per trovare indizi circa la provenienza delle azioni. Virgil riesce nel furto ma con azzardo tenta di ricattare Mr. Perez proponendo uno scambio: i documenti rubati in cambio di un'ingente somma. Perez non può rinunciare ai documenti rubati, poiché tra questi vi sono delle carte insostituibili; finge di accettare il ricatto ma fa uccidere Virgil da un suo sicario che recupera la valigia contenente i documenti. Mentre il sicario si allontana dal luogo dell'omicidio viene ucciso a sua volta dal moribondo Virgil. Ryan è giunto tempestivamente sul luogo dello scontro e riesce a impossessarsi degli importanti documenti. Grazie a questi lui e Denise potranno iniziare una nuova vita insieme mentre Mr. Perez, conscio della sconfitta, sentendosi braccato dalla polizia, decide di rinunciare ai 150.000 dollari e di lasciare in pace i due.

## Personaggi
Jack C. RyanHa trentasei anni e dopo aver tentato senza successo di diventare un giocatore di baseball professionista, ha lavorato come venditore di polizze assicurative, di automobili, operaio edile e meccanico, autotrasportatore, sindacalista, commesso e con brevi esperienze nei furti d'appartamento. Adesso è il titolare dell'agenzia Search and Serve Associates, di cui è l'unico componente, specializzato nel rintracciare persone per consegnare loro citazioni giudiziarie o per permettere alle agenzie di riscossione debiti di recuperare le somme dovute.
Robert "Bobby" Leary jr.Trentacinquenne sociopatico di colore. Reduce di guerra, arrestato e incriminato molte volte per rapine e omicidi, ogni volta viene giudicato incapace di intendere e di volere e quindi condannato con pene lievi.
Dick SpeedL'amico poliziotto di Ryan suo ex compagno di scuola. In servizio presso la Criminal Investigation Division di Beaubien.
Jay WaltUfficiale giudiziario anch'egli; lui si rivolge inizialmente Mr. Perez per rintracciare Robert Leary.
Denise Leann WatsonLa moglie separata di Bobby Leary. L'incontro con Ryan le darà la forza di chiudere con il suo passato di Alcolista.
Virgil RoyalComplice di Leary in una rapina, è stato arrestato e da poco è uscito di prigione. È convinto che Leary si sia impossessato di molti soldi, frutto della rapina e che non li abbia voluti dividere con lui. In effetti il bottino non era stato granché ma Virgil è deciso a rintracciare l'ex amico per ottenere quanto dovuto.
TunafishConfidente della polizia, criminale di poco conto e cognato di Virgil.
Francis X. PerezNoto come Mr. Perez, è un anziano individuo dal passato di truffatore. Ha trovato il modo di fare soldi rintracciando i possessori di quote azionarie da questi dimenticate richiedendo la metà del denaro in cambio delle informazioni utili per recuperare le somme.
Raymond GidreIl braccio destro di Perez, apparentemente cordiale e amichevole, in realtà uno spietato assassino.
RitaLavora come segretaria in uno studio di avvocati e ha una relazione con Ryan.

## Opere derivate
Il regista Alfred Hitchcock acquistò i diritti del romanzo di Leonard per adattarlo in quello che sarebbe dovuto diventare il suo cinquantaquattresimo film; tuttavia il regista abbandonò il progetto preferendo concentrarsi su di un altro soggetto.

## Edizioni
- (EN) Elmore Leonard, Unknown Man No. 89, 1ª ed., New York, Delacorte Press, 1977.
- Elmore Leonard, Lo sconosciuto n. 89, traduzione di Ornella Bobba, Il Giallo Mondadori, n. 1590, Milano, Mondadori, 1979,  p. 191.
- Elmore Leonard, Lo sconosciuto n. 89, traduzione di Ornella Bobba, Milano, Interno Giallo, 1992,  p. 207, ISBN 9788835601722.
- Elmore Leonard, Lo sconosciuto n. 89, traduzione di Luca Conti, Stile libero Noir, Torino, Einaudi, 2011,  p. 336, ISBN 9788858404348.